# Jan Seyffarth
Jan Seyffarth (ur. 12 lipca 1986 roku w Querfurt) – niemiecki kierowca wyścigowy.

## Kariera
Seyffarth rozpoczął karierę w międzynarodowych wyścigach samochodowych w 2003 roku od startów w Formule König, gdzie ośmiokrotnie stawał na podium, w tym dwukrotnie na jego najwyższym stopniu. Uzbierane 262 punkty dały mu tytuł wicemistrza serii. W późniejszym okresie Niemiec pojawiał się także w stawce Niemieckiej Formuły Volkswagen, Central European Zone Championship, Niemieckiej Formuły 3, Niemieckiego Pucharu Porsche Carrera, Porsche Supercup, Grand American Rolex Series, ADAC GT Masters, FIA GT3 European Championship, 24H Dubai, 24h Nürburgring, Światowego Pucharu Porsche Carrera, American Le Mans Series, International GT Open, VLN Endurance, Blancpain Endurance Series oraz FIA GT Series.